# Haworthia decipiens var. xiphiophylla
Haworthia decipiens var. xiphiophylla, anteriorment coneguda com Haworthia arachnoidea var. xiphiophylla o Haworthia xiphiophylla, és una varietat de Haworthia decipiens del gènere Haworthia de la subfamília de les asfodelòidies.

## Descripció
Aquesta varietat és una petita suculenta que forma rosetes amb fulles de color verd groguenc amb prominència de truges als marges i sense zones translúcides. Les rosetes creixen fins a 10 cm de diàmetre, solitàries o produeixen fillols per formar petits grups. Les flors són blanques amb venació de color marró verdós i apareixen a l'estiu sobre tiges primes.

## Distribució i hàbitat
Aquesta varietat és originària de Sud-àfrica (al voltant d'Uitenhage i Coega, al Cap Occidental).

## Taxonomia
Haworthia decipiens var. xiphiophylla va ser descrita per Martin Bruce Bayer i publicat a Haworthiad 16: 63, a l'any 2002.
Etimologia
Haworthia: nom en honor del botànic britànic Adrian Hardy Haworth (1767-1833).
decipiens: epítet llatí que vol dir "enganyós".
var. xiphophylla: deriva de les paraules gregues antigues "xiphos" que significa "espasa" i "phullon" que significa "fulla", i es refereix a la forma de les fulles.
Sinonímia
- Haworthia arachnoidea var. xiphiophylla
- Haworthia flavida
- Haworthia jasenvillensis var. flavida
- Haworthia longiaristata
- Haworthia setata var. xiphiiphylla
- Haworthia stiemiei
- Haworthia xiphiophylla[1]